# 胜利街道 (桦甸市)
胜利街道，是中华人民共和国吉林省吉林市桦甸市下辖的一个乡镇级行政单位。

## 行政区划
胜利街道下辖以下地区：
东胜社区和新胜社区。